# Borojoa patinoi

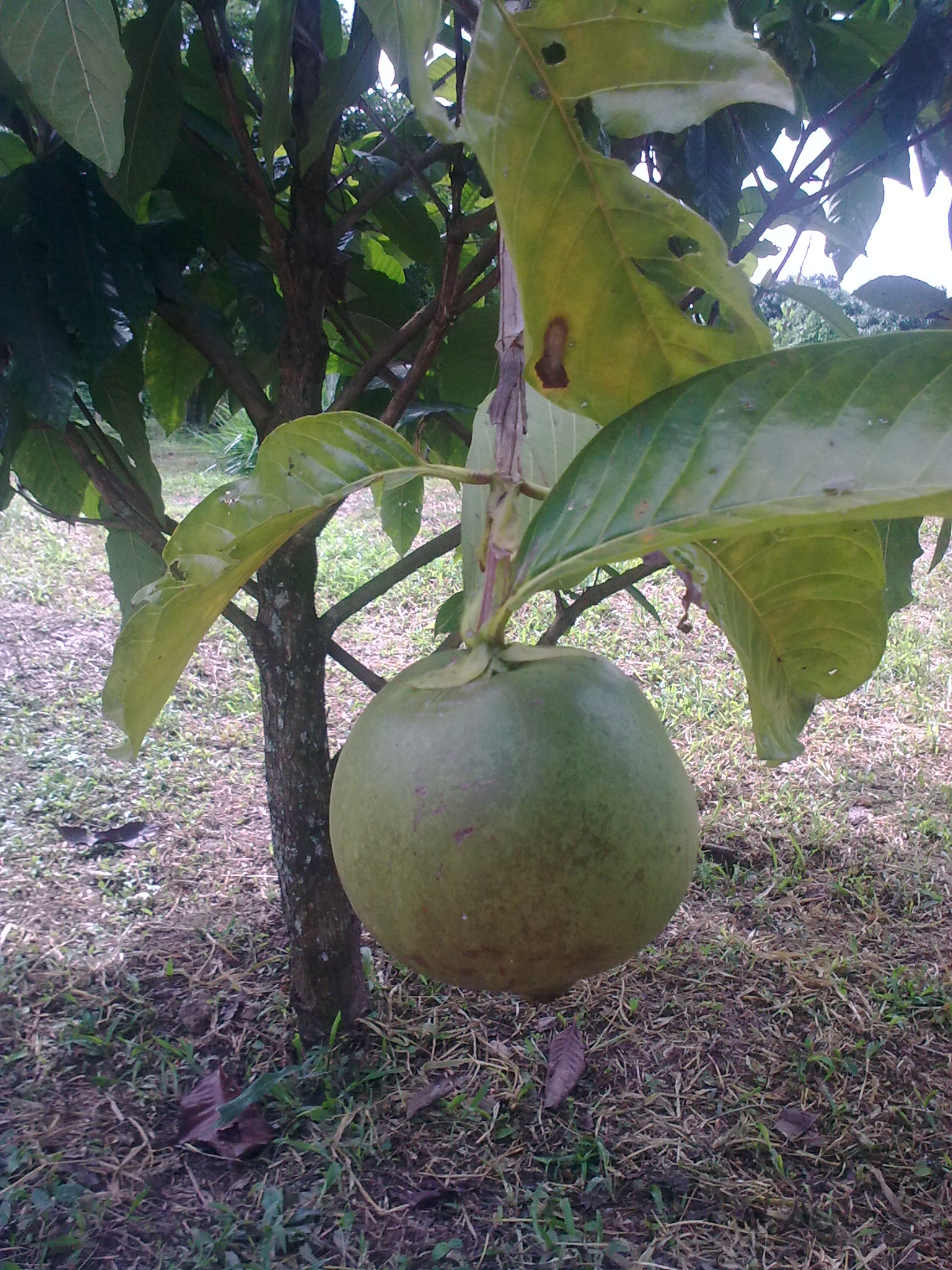
Fruto de borojó; se oscurece al madurar, la cual solo logra permaneciendo en el árbol.

El borojó (Borojoa patinoi) es una especie arbórea de la familia de las rubiáceas.

## Distribución y hábitat
Es originario del bosque húmedo tropical del Chocó biogeográfico (Pacífico colombiano, sur de Panamá y del norte-occidente de Ecuador), con una humedad relativa del 85%, una pluviosidad anual de 4.000 mm y una temperatura promedio de 28 °C. Se encuentra en estado silvestre y en plantaciones familiares y comerciales. Este árbol alcanza una altura de 3 a 5 m.
El nombre proviene de la lengua emberá: boro = cabeza, ne-jo = fruto, fruta de la cabeza, fruto cabezón; o simplemente borojoa = redondo, globoso.

## Fruta
La fruta es globosa, tiene de 7 a 12 cm de diámetro, es de verde a marrón. Se recoge del suelo al madurar completamente. Pesa entre 740 y 1000 gramos, de los cuales son con pulpa el 88%. Esta pulpa es ácida y densa; contiene principalmente fructosa y glucosa, y cantidades importantes de proteínas, fósforo y vitaminas B y C, así como aportes de calcio y hierro. Se utiliza para preparar compotas, mermeladas, caramelos, vino y el famoso jugo del amor, con supuestas propiedades afrodisíacas.
En la medicina tradicional se utiliza para tratar las afecciones bronquiales, la desnutrición, la hipertensión, el cáncer, erisipela. Se utiliza como energizante y tratamiento capilar. En el conocimiento cultural se tiende a creer que sirve de afrodisíaco, aunque no hay evidencia que sea así.
La producción en las plantaciones es de 15 a 20 toneladas por hectárea. Cada fruta tiene de 90 a 640 semillas. La planta se propagan mediante las semillas, por acodos o mediante injertos.
La pulpa también es utilizada como emplasto para curaciones, como mascarillas para la piel grasa.
La fruta del borojó es utilizada también para embalsamar, se utiliza para masaje capilar.
El jugo de borojó sirve para los riñones.
La pulpa también es utilizada como emplasto para curaciones, tales como la erisipela hoy llamada celulitis, para las hinchazones de golpes en el cuerpo humano, como diurético, como afrodisíaco de estímulos para las parejas.
El borojó también es utilizado para:
- Embalsamar a los cadáveres.
- Masajes para el cabello.
- Mascarilla facial
- Refrescar y bajar el calor.
- Afrodisíaco. Existen indicios de una evidencia molecular para su actividad afrodisíaca.[2]
- Antimicrobiano
- Anticáncer

Su Composición fitoquímica apoya estos usos.

## Clasificaciones
La especie Borojoa sorbilis es muy similar y aún no está claro si se trata de polimorfismo de una misma especie en suelos diferentes. En cambio, el borojó de la Amazonia, Duroia maguirei, es claramente una especie silvestre diferente, de otro género de la misma familia rubiácea, de hasta 8 metros de altura y también produce un fruto globoso comestible rico en nutrientes.
Claes Persson (1999), al estudiar las secuencias de ADN de varios géneros de rubiáceas, ha propuesto una reclasificación al encontrar clados que relacionan las diferentes especies en forma diferente a los géneros en que se habían agrupado. 
En particular, las especies del género Borojoa están estrechamente relacionadas con seis de las especies del género Alibertia y una del género, en un clado en torno a Alibertia edulis. Otras 15 especies de Alibertia están en un clado designado por Alibertia sessulis. Alibertia beertierifolia y especies de Stacyarrhena y Glossotipula completan el tercer clado que junto con los dos anteriores forma un superclado. A su vez, este hace parte del grupo Alibertia, junto con otro superclado, integrado por el clado en que están especies desgnadas como Duroia y Amaioua; otro clado en que están Alibertia hirsuta, Kutchubaea e Ibetralia; otro con dos de las especies Genipa y algunas especies más.

## Taxonomía
Borojoa patinoi fue descrita por José Cuatrecasas y publicado en Secretaria de Agricultura y Ganadería, Servicio de Divulgación, Serie Botánica Aplicada 2: 474–477, f. 1–5. 1949.
Sinonimia
- Alibertia patinoi (Cuatrec.) Delprete & C. Persson	[5]